# مديرية الحشوة

تعديل مصدري - تعديل

مديرية الحشوة إحدى مديريات محافظة صعدة في اليمن. بلغ عدد سكانها 14274 نسمة عام 2004. تقع في شرق محافظة صعدة.

موقع مديرية الحشوة في محافظة صعدة